# Platja de Xarraca
Platja de Xarraca är en strand i Spanien.   Den ligger i regionen Balearerna, i den östra delen av landet, 500 km öster om huvudstaden Madrid.